# Viciria diademata
Viciria diademata là một loài nhện trong họ Salticidae.
Loài này thuộc chi Viciria. Viciria diademata được Eugène Simon miêu tả năm 1902.